# Malia Metella
Malia Metella, född 23 februari 1982 i Cayenne, är en fransk simmare.
Metella blev olympisk silvermedaljör på 50 meter frisim vid sommarspelen 2004 i Aten.